# Chimay (cerveza)

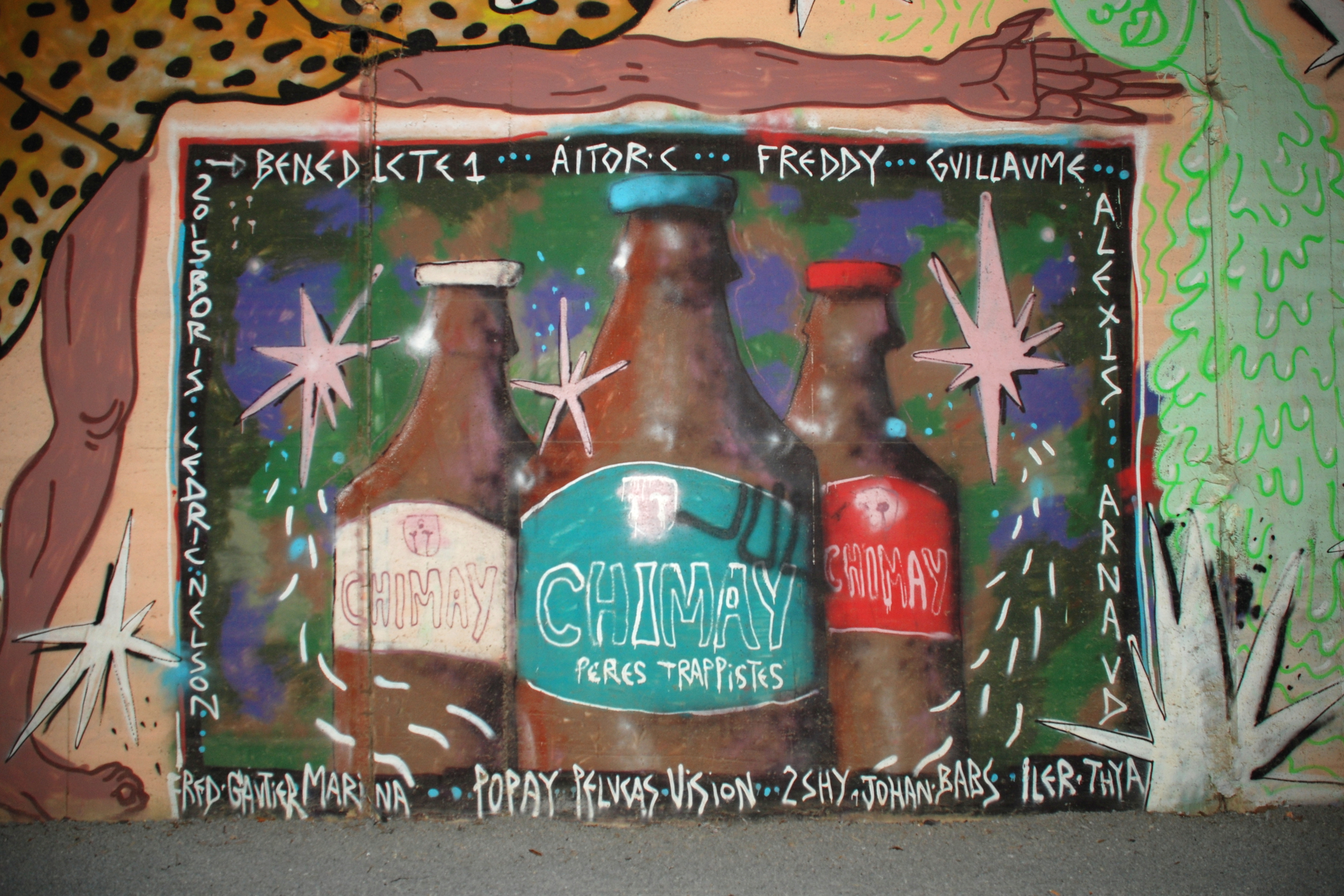
Botellas de Chimay representadas en un mural de la estación de Lovaina-la-Nueva (Bélgica).

Chimay es un tipo de cerveza trapense que se produce en una cervecería localizada en el municipio de Chimay dentro de la Abadía de Scourmont, al sur de la provincia de Henao, Bélgica. Este monasterio trapense es una de las once cervecerías en el mundo que producen cerveza trapista; las tres cervezas de tipo ale que aquí se elaboran, se distribuyen alrededor del mundo: Chimay Rouge, Chimay Bleue y Chimay Blanche; también elaboran una patersbier exclusivamente para los monjes. De igual manera, el monasterio produce cuatro diferentes tipos de queso.

## La Cervecería

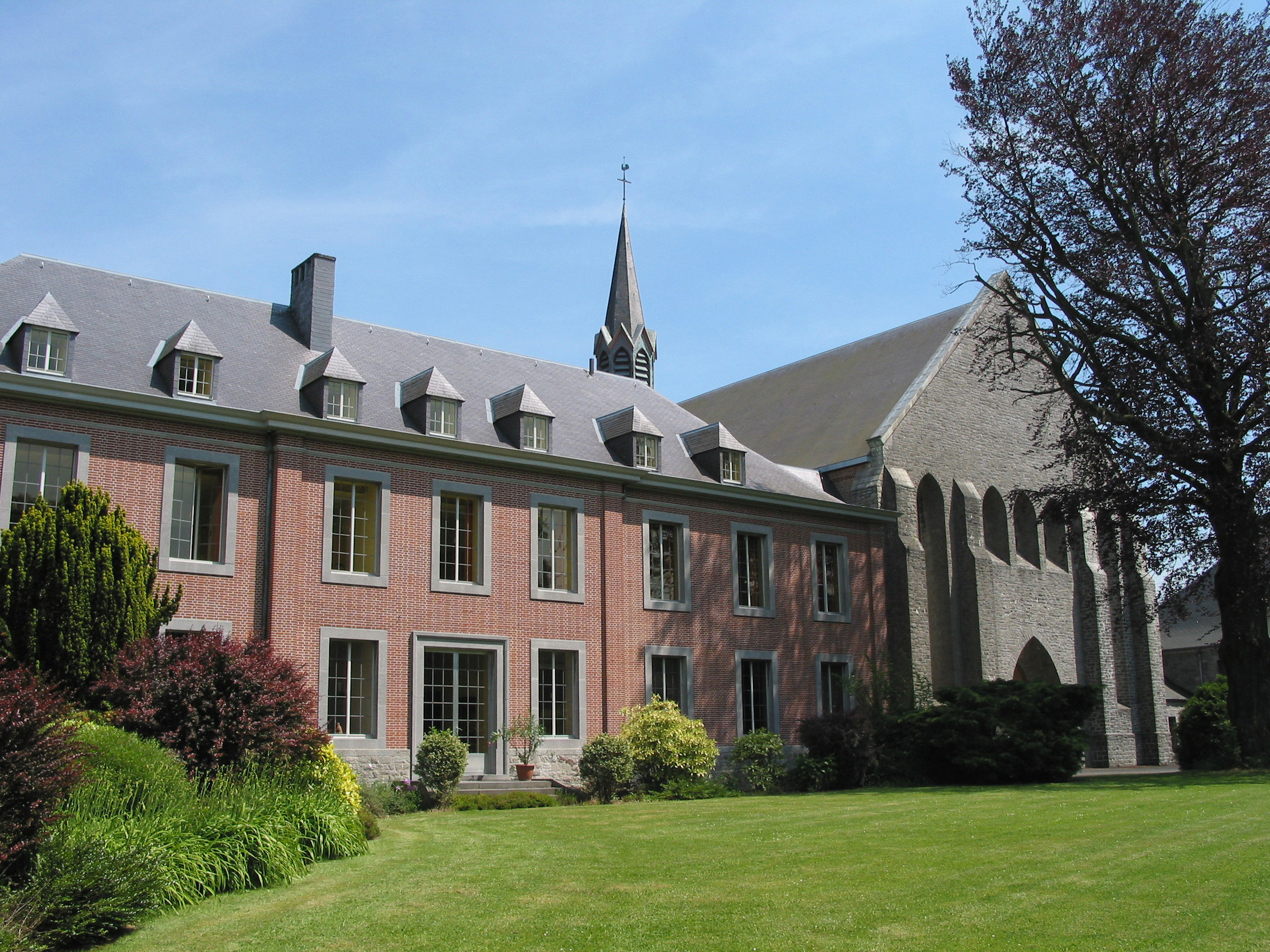
Abadía de Scourmont en Chimay, Bélgica

La cervecería fue fundada al interior de la Abadía de Scourmont, en el municipio belga de Chimay en 1862.
Aquí se producen tres tipos de cerveza ale ampliamente distribuida y una patersbier exclusiva para los monjes (ocasionalmente vendida como Chimay Gold); éstas se conocen como cervezas trapistas ya que son elaboradas en un monasterio Trapense. A la Abadía de Scourmont se le atribuye el hecho de haber usado por primera vez el término Ale Trapista en sus etiquetas.
Como sucede con todas las demás cervecerías trapenses, la cerveza se vende con el fin de sostener económicamente el monasterio así como para llevar a cabo actos de caridad. La cervecería cubre una cuota por el uso de las instalaciones dentro de la Abadía, la cual es útil para mantener a la comunidad monástica. La mayor parte de la derrama económica producida por las ventas se destina a obras de caridad, pero de igual manera se invierte en el desarrollo de la región. A partir de 2007, las cifras de ventas de la cervecería superaron los $50 millones de dólares por año.
El agua que se utiliza para la producción de la cerveza es extraída de una propiedad ubicada dentro del monasterio. Los residuos sólidos obtenidos del proceso de elaboración de la cerveza son reciclados como alimento para las vacas que producen leche para los quesos Chimay.
La cerveza es transportada del monasterio a la planta embotelladora que se localiza a 12 km de distancia, la cual tiene la capacidad de llenar 40,000 botellas por hora, de las cuales la mayor parte son recicladas. Después de haber sido embotellada, la cerveza pasa por un proceso de refermentación dentro de la botella durante tres semanas antes de ser enviada alrededor del mundo. El 50% de la producción se exporta.
La fábrica fue remodelada en 1988, y para el año 2005 ya producía 12 megalitros anualmente.

## Cervezas

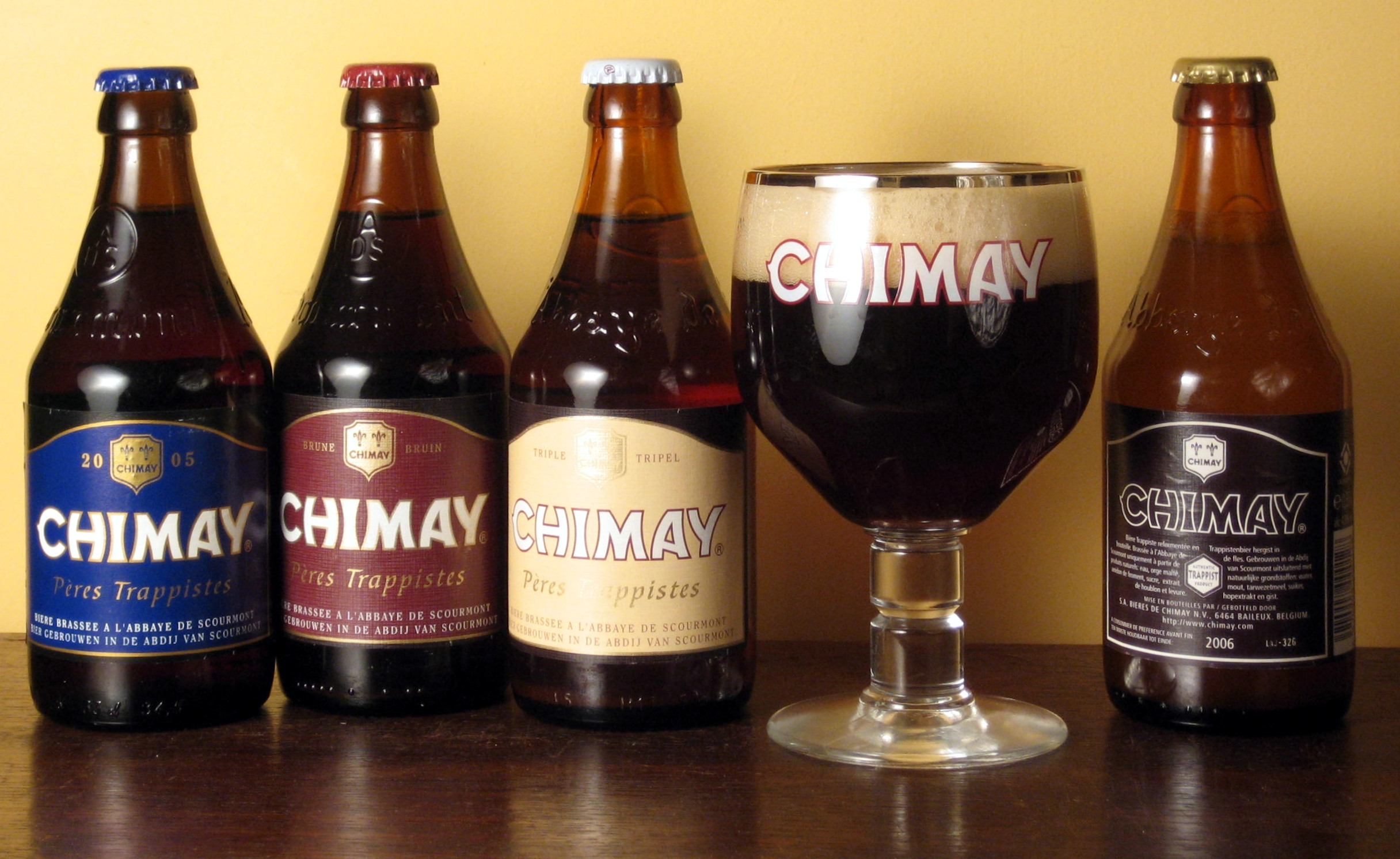
Las cuatro variedades de Chimay, con Chimay Blue en el vaso.

Los ingredientes empleados para la elaboración son: agua, cebada, almidón de trigo, azúcar, extracto de lúpulo y levadura; el extracto de malta se usa en la elaboración de las cervezas Rouge y Bleue como colorante.
- Chimay Rouge, 7% vol. En la botella de 75 cl, esta cerveza tiene la denominación Première. Es una cerveza negra de tipo dubbel y tiene un aroma dulce y afrutado.
- Chimay Bleue, 9% vol. es una ale más oscura. En la botella de 75 cl, esta cerveza tiene la denominación Grande Réserve. Esta cerveza color cobre-marrón tiene un sabor un tanto amargo. Es considerada la más "clásica" Chimay ale, tiene un sabor profundamente afrutado y a su vez un poco picante.
- Chimay Tripel, 8% vol. golden tripel. En la botella de 75 cl, esta cerveza tiene la denominación de Cinq Cents. Esta cerveza tiene un color naranja claro, es la más seca de las tres.
- Chimay Dorée (Golden), 4.8% vol. ale, producida con ingredientes muy similares a la Chimay Rouge, pero es un tanto más opaca y condimentada de una manera distinta. Es una patersbier, hecha especialmente para ser bebida al interior de la Abadía o bien a los alrededores de esta en el Auberge de Poteaupré, el cual está asociado a la Abadía. Los monjes usualmente beben ésta cerveza en vez de beber cualquiera de las otras tres, las cuales tienen un mayor grado de alcohol. Es muy extraño encontrar botellas de Chimay Dorée fuera de la Abadía o a sus alrededores ya que la misma se comercializa de manera muy escasa. Sin embargo, a partir del 2013, una cantidad muy limitada de este tipo de bebida se vende como cerveza de barril en el Reino Unido, en 19 bares de la cadena Fuller's[9] y en Italia (en donde únicamente se vende en 50 bares), también se exporta en pequeñas cantidades en botellas de 330 ml que se envían a algunos mercados de otros países.[10][11]
- Chimay Green, 10% vol. Elaborada originalmente en 2012 como edición limitada con el nombre de Chimay 150 Spéciale para celebrar el 150 aniversario de Chimay. Este producto ha vuelto al catálogo de la marca como cerveza permanente. Se elabora con los lúpulos bávaros Saaz y Hallertau Mittelfrüh. Es una cerveza de aroma especiado y sabor refrescante.[12]

## Quesos

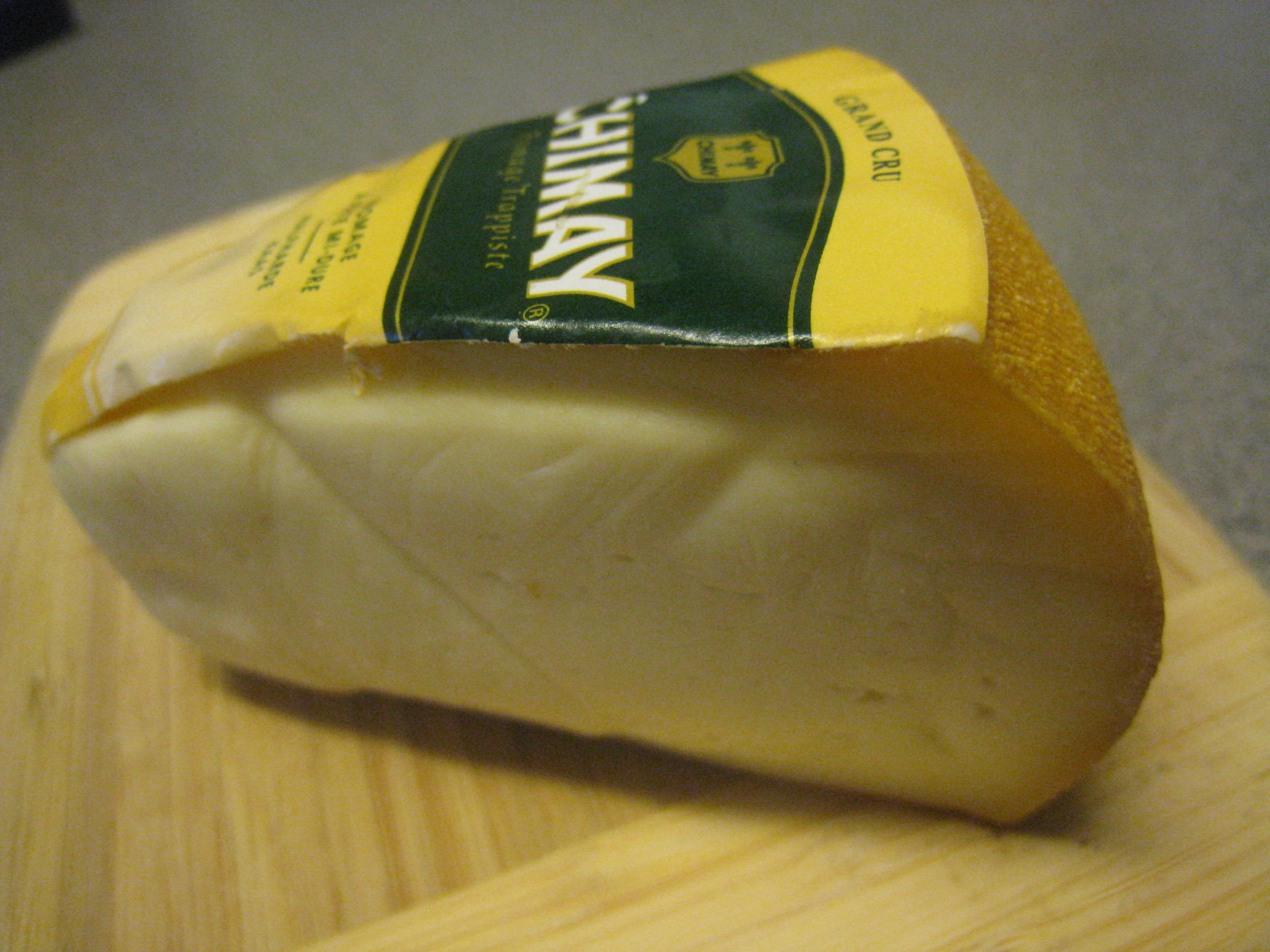
Queso Chimay Grand Cru

Desde 1876 el monasterio también ha producido quesos, y a partir de 2010 ofrecen cuatro tipos distintos.
Los quesos son:
- Chimay con Cerveza, cuya corteza está empapada en cerveza Chimay.
- Chimay Grand Classic, es un queso prensado semi-duro.
- Chimay Grand Cru, hecho a base de leche pasteurizada y madurado durante seis semanas.
- Old Chimay, es un queso duro madurado por lo menos durante seis meses.